# کراسنی کوت، اوبلاست ساراتوف
شهر کراسنی کوت، اوبلاست ساراتوف (به روسی: Красный Кут) در کشور روسیه و در اوبلاست ساراتوف واقع شده‌است.